# Sziszmanowo
Sziszmanowo (bułg. Шишманово) – wieś w południowej Bułgarii, w obwodzie Chaskowo, w gminie Charmanli. Według danych Narodowego Instytutu Statystycznego, 31 grudnia 2011 roku wieś liczyła 529 mieszkańców.

## Historia
W czasie okupacji tureckiej wieś nazywała się Chasabas.

## Gospodarka
Mieszkańcy trudnią się uprawą tytoniu i wypasem owiec.